# I fantastici fratelli Adrenalini
I fantastici fratelli Adrenalini è una serie televisiva animata creata da Dan Chambers, Mark Huckerby e Nick Ostler. Inizialmente nati come cortometraggi online per il sito della CBBC nel 2002, è stata poi realizzata una serie completa.

## Trama
La serie vede come protagonisti Xan, Enk e Adi, tre stuntman denominati "I fantastici fratelli Adrenalini", provenienti da "Réndøosîa", (una nazione immaginaria dell'Europa orientale dove accadono molti disastri naturali ed è in costante guerra con la nazione vicina, Grimzimistan). I tre viaggiano attraverso il mondo esibendosi in spettacoli ridicoli e assurdi.

## Episodi
| Stagione       | Episodi | Prima TV Regno Unito | Prima TV Italia |
| -------------- | ------- | -------------------- | --------------- |
| Prima stagione | 26      | 2006-2007            | 2007            |

## Personaggi
- Xan, voce originale di Dan Chambers, italiana di Massimo Marinoni.
- Enk, voce originale di Mark Huckerby, italiana di Lara Parmiani.
- Adi, voce originale di Nick Ostler, italiana di Alex Madia.